# Азабаль, Любна
Любна Азабаль, также Лубна Асабаль (фр. Lubna Azabal, род. 1973, Брюссель) — бельгийская актриса.

## Биография
Отец — выходец из Марокко, мать — испанка. Закончила Брюссельскую консерваторию, начала играть в театре, выступала в пьесах Лорки, Мариво и др. Первая роль в кино — в короткометражном фильме Венсана Лану Обожаю кино (1997). В 1999—2009 жила в Париже. В настоящее время живёт в Бельгии.

## Фильмография
- 1998: Pure fiction (Marian Handwerker)
- 1999: Les Siestes grenadine (Mahmoud Ben Mahmoud): Mabrouka
- 2001: Далеко/ Loin (Андре Тешине): Sarah (номинация на премию Мишеля Симона)
- 2002: Арам/ Aram (Robert Kechichian): Méliné
- 2002: Sens dessus dessous (Vincent Buffé)
- 2003: Почти спокойный мир/ Un monde presque paisible (Мишель Девиль): Jacqueline
- 2004: 25 degrés en hiver (Stéphane Vuillet): Loubna
- 2004: Изгнанники/ Exils (Тони Гатлиф): Naima
- 2004: Повернуть время вспять/ Les Temps qui changent (Андре Тешине): Nadia
- 2004: Viva Laldjérie (Nadir Moknèche): Goucem
- 2005: Рай сегодня/ Paradise Now (Hany Abu-Assad): Suha
- 2006: Écho (Ян Гозлан, короткометражный)
- 2007: 24 Mesures (Jalil Lespert): Helly
- 2008: Gamines (Éléonore Faucher): Angela Di Biaggio
- 2008: Une chaîne pour deux (Frédéric Ledoux): Corinne
- 2008: Совокупность лжи/ Mensonges d'État (Ридли Скотт): soeur d’Aisha
- 2008: Strangers (Erez Tadmor & Guy Nattiv): Rana
- 2010: Как пять пальцев/ Comme les cinq doigts de la main (Alexandre Arcady): Amel Zeroual
- 2010: Пожары/ Incendies (Дени Вильнёв): Nawal Marwan (премия Джини, премия Жютра, премия Магритта, премия Иерусалимского МКФ, Варшавского МКФ, Ванкуверского сообщества кинокритиков и др.)
- 2011: Les Hommes libres (Ismaël Ferroukhi): Warba Shlimane
- 2011: Here (Braden King): Gadarine Nazarian
- 2011: Des vents contraires (Jalil Lespert): mère de Yamine
- 2012: Кориолан/ Coriolanus (Рэйф Файнс): Tamora
- 2012: Goodbye Morocco (Nadir Moknèche): Dounia
- 2012: Rock the Casbah (Laila Marrakchi): Kenza
- 2013: La Marche (Набиль Бен Ядир): Keira
- 2013: «Маленькая барабанщица»: Фатме
- 2018: «Тель-Авив в огне»: Тала, актриса, звезда телесериала